# جويل غيريزجهر
جويل غيريزجهر (بالألمانية: Joel Gerezgiher)‏ (9 أكتوبر 1995 بأسمرة في إريتريا - ) هو لاعب كرة قدم ألماني في مركز الوسط. لعب مع آينتراخت فرانكفورت وإف إس في فرانكفورت.

## وصلات خارجية
- جويل غيريزجهر على موقع قاعدة بيانات كرة القدم.إي يو (الإنجليزية)
- جويل غيريزجهر على موقع بيانات كرة القدم. دي إي (الألمانية)
- جويل غيريزجهر على موقع Soccerway.com (الإنجليزية)
- جويل غيريزجهر على موقع عالم كرة القدم.نت (الإنجليزية)
- جويل غيريزجهر على موقع AS.com (الإسبانية)